# Macrothele vidua
Macrothele vidua är en spindelart som beskrevs av Simon 1906. Macrothele vidua ingår i släktet Macrothele och familjen Hexathelidae. Inga underarter finns listade i Catalogue of Life.